# Telioneura glaucopis
Telioneura glaucopis là một loài bướm đêm thuộc phân họ Arctiinae, họ Erebidae.